# ジョセフ・フゥエンシノン
ジョセフ・フゥエンシノン（フランス語: Joseph Houinsinon、簡体字中国語: 约瑟夫·王熙农）は、ベナンの外交官。元駐日大使館全権公使兼臨時代理大使。

## 来歴
1995年、外務協力省に入省。在中華人民共和国大使館二等参事官（2009年～2015年）、国交担当副長官（2016年）、アジア・オセアニア局長（DASOC、2016年 - 2021年）を経て、2021年11月9日から2024年1月22にかけて、駐日大使館全権公使兼臨時代理大使を務めた。